# Eduardo Viveiros de Castro
Eduardo Batalha Viveiros de Castro (Río de Janeiro, 19 de abril de 1951) es un antropólogo brasileño, profesor del Museo Nacional de la Universidad Federal de Río de Janeiro.

## Educación
Graduado en ciencias sociales por la Pontifícia Universidade Católica do Rio de Janeiro (PUC-Rio), completó una maestría en antropología social en el Museo Nacional en 1977 y un doctorado en 1984 en la misma institución. Asimismo, cuenta con un posdoctorado en la Universidad de París X Nanterre en 1989.

## Trayectoria
Publicó numerosos artículos y libros, considerados una importante contribución a la antropología brasileña y a la etnología americanista, entre ellos: From the enemy's point of view: humanity and divinity in an Amazonian society, Amazônia: etnologia e história indígena y A inconstância da alma selvagem e outros ensaios de antropologia.
Ha sido profesor en la École des Hautes Études en Sciences Sociales, la Universidad de Chicago y la Universidad de Cambridge . Una de sus contribuciones más significativas se refiere al desarrollo del concepto de perspectivismo amerindio .
Etnólogo americanista, con experiencia en investigación en la Amazonía. Doctorado en Antropología Social por la Universidad Federal de Río de Janeiro (UFRJ) (1984). Profesor de etnología en el Museo Nacional/UFRJ desde 1978. Profesor Titular de Antropología Social de la UFRJ desde enero de 2012. Miembro del del equipo de investigación en etnología americanista del Centre National de la Recherche Scientifique (CNRS) de Francia desde 2001. Profesor Simón Bolívar de Estudios Latinoamericanos en la Universidad de Cambridge y Fellow del King's College/Cambridge (1997-98); Director de investigaciones del CNRS (1999-2001). Profesor invitado en las Universidades de Chicago (1991, 2004), Mánchester (1994), Universidad de São Paulo (USP) (2003), Universidad Federal de Minas Gerais (UFMG) (2005-2006).
Coordinó el Proyecto Pronex "Transformaciones indígenas: Regímenes de subjetivación amerindios probados por la historia" (2004-06). Fue coordinador del Núcleo de Transformaciones Indígenas, grupo con sede en el Museo Nacional/UFRJ, y es co-coordinador de la Red Abaeté de Antropología Simétrica (NAnSi), también con sede en el Museo Nacional/UFRJ.
Sobre él, dice Claude Lévi-Strauss, su colega y mentor: «Viveiros de Castro es el fundador de una nueva escuela en antropología. Con él me siento en completa armonía intelectual».

## Perpectivismo y multinaturalismo
Eduardo Viveiros de Castro teoriza bajo el nombre de “perspectivismo” el hecho de que ciertos pueblos no sólo piensan que los animales se comportan como humanos sino que, por el contrario, los animales perciben a los humanos como animales, como si el punto de vista de una especie sobre las demás dependiera siempre del cuerpo en el que reside. Philippe Descola vinculó esta concepción al animismo.
Viveiros de Castro utiliza un perspectivismo marco en su síntesis de la literatura etnográfica amazónica. Su discusión sobre los entendimientos amazónicos tiene en cuenta cómo las perspectivas de humanos versus no humanos no son inherentemente diferentes. Las reflexiones de Viveiros de Castro sobre el perspectivismo le llevan a concluir que estamos ante una perspectiva fundamentalmente diferente de las que informan el pensamiento académico occidental. El enfoque de Viveiros de Castro adopta inherentemente un enfoque ontológico que «le permite ver más claramente las formas en que la antropología se basa en una división naturaleza/cultura que postula la naturaleza como una especie de fundamento universal, unitario y existente y la cultura como la forma infinitamente variable de representar la naturaleza».
En sus palabras, la antropología debería -para abandonar el etnocentrismo- adoptar una "multiontología" capaz de hacer el tránsito de la creencia de un nativo a un concepto filosófico de un nativo, es decir, de una epistemología sujeta a nuestros prejuicios a una ontología válida.
Es una figura emblemática del giro ontológico y sus escritos son objeto de críticas y acalorados debates académicos.

## Obra
La mayoría de sus publicaciones originales están en portugués, inglés o francésLas obras de Eduardo Viveiros de Castro la mayoría de sus publicaciones originales están en portugués, inglés o francés. Sin embargo, algunas de sus obras más relevantes han sido traducidas al español.
- Metafísicas caníbales: Líneas de antropología postestructural (Metafísicas Canibais, 2015). Traducción al español publicada por Katz Editores (2017). Esta obra explora el perspectivismo amerindio y propone una antropología que desafía las nociones occidentales de naturaleza y cultura, introduciendo conceptos como el "multinaturalismo".[15]
- El nativo relativo (The Relative Native, 2015). Traducido al español en 2016. Este artículo recopila ensayos clave donde Viveiros de Castro desarrolla ideas sobre la ontología indígena, el perspectivismo y la crítica a los paradigmas antropológicos tradicionales.[16]
- ¿Hay mundo por venir? Ensayo sobre los miedos y los fines (Há Mundo por Vir?, 2014, coescrito con Déborah Danowski). Traducido al español por Caja Negra Editora (2019). Este libro aborda la crisis ecológica del Antropoceno desde una perspectiva que combina cosmologías indígenas con debates filosóficos contemporáneos, explorando el colapso climático y las narrativas del fin del mundo.[17]

## Premios y reconocimientos
- 1984. Premio a la mejor tesis doctoral en Ciencias Sociales de la ANPOCS[3]
- 1998. Médaille de la Francophonie de la Academia Francesa[18]
- 2004. Premio Erico Vanucci Mendes del CNPq[4]
- 2008. Orden Nacional al Mérito Científico[3]
- 2014. Doctor honoris causa por la Universidad de París X Nanterre
- 2019. Doctor honoris causa por la Universidad Nacional de Córdoba, Argentina[3]
- Miembro de la Academia Brasileña de Ciencias desde 2019.